# Duque de Schomberg
Duque de Schomberg é um título do Pariato da Inglaterra que foi criado em 1689, para Frederico Armando, um notável general alemão. O tôponimo do título refere-se ao sobrenome do titular (originalmente Schönberg).
O Duque de Schomberg fazia parte do exército do rei Guilherme de Orange e acampou na área das colinas de Holywood, em Craigantlet, na Irlanda do Norte. A região é agora uma fazenda e casa onde o próprio rei Guilherme de Orange se hospedou. Agora ficou formalmente conhecida como "Casa de Campo de Schomberg".

## Duques de Schomberg (1689)
Outros títulos: Marquês de Harwich, Conde de Brentford e Barão Teyes (1689) 
- Marechal Frederick Schomberg, primeiro duque de Schomberg (1615-1690), comandante militar na Guerra Williamita na Irlanda
- Charles Schomberg, 2º Duque de Schomberg (1645-1693), filho mais novo do 1º Duque, também foi general

Outros títulos (3º Duque): Duque de Leinster, Conde de Bangor e Barão de Tara (En 1690) 
- Meinhardt Schomberg, 3º Duque de Schomberg, 1º Duque de Leinster (1641-1719) (titulado Duque de Leinster em 1691), filho mais velho do 1º Duque, também foi general. Ele morreu sem sobreviver à questão masculina e todos os seus títulos foram extintos
  - Charles Schomberg, Marquês de Harwich (1683-1713), único filho do 3º Duque, morreu de tuberculose antes de seu pai

Predefinição:Infobox COA wide
1. 1 2  Cracroft's Peerage — Schomberg, Duke of Arquivado em 2011-06-23 no Wayback Machine